# オペラフェレット
オペラフェレット（Operafjellet、「オペラ山」）はノルウェーのスヴァールバル諸島スピッツベルゲン島にある山である。標高は968mで、アドベントダーレンの北側に位置する。山の西側がアンフィテアトルムの形をしていることに因み命名され、テノーレン (Tenoren) と呼ばれる峰もそびえる。1996年8月29日、ヴヌーコヴォ航空2801便がスヴァールバル・ロングイェール空港への着陸進入中に墜落し、141人が死亡した（ヴヌーコヴォ航空2801便墜落事故）。